# Artemius von Ararat
Artemius von Ararat (armenisch Հարություն Աստվածատուրի Արարատյան Harut’yun Astvatsaturi Araratyan, russisch Артемий Араратский Artemi Araratski, wiss. Transliteration Artemij Araratskij; geb. 20. April 1774 in Wagarschapat; gest. um 1831) war ein armenischer Schriftsteller.

## Leben
Er wurde 1774 in Wagarschapat geboren. Ab 1795 diente er in der Armee von Feldmarschall Walerian Subow (1771–1804), er nahm an der russischen Invasion Persiens 1796 teil. Ab 1797 lebte er in Sankt Petersburg, wo er zu den prominenten Vertretern der armenischen Kolonie gehörte. Er stand in engem Kontakt mit verschiedenen namhaften Zeitgenossen. Berühmt wurde er 1813 durch die Veröffentlichung seiner eigenen Memoiren Das Leben des Artemius von Ararat, die bis zum Ende des 19. Jahrhunderts als eine der besten Quellen zur Geschichte des Kaukasus galten.